# Раймунд Пеньяфортский

Орден Святого Раймунда Пеньяфортского (современная испанская государственная награда; прорисовка, аверс).

Раймунд де Пеньяфорт, Раймунд Пеньяфортский, Раймонд Пеньяфортский (исп. Raimundo de Peñafort, Ramón Peñafort, кат. Ramon de Penyafort); 1175 год — 1275 год — католический святой, богослов, канонист, исповедник и сподвижник короля Хайме I, капеллан папы Григория IX, генерал доминиканского ордена. В католицизме — святой покровитель юристов. В его честь назван орден Святого Раймунда Пеньяфортского (испанская государственная награда).

## Биография
Раймунд де Пеньяфорт родился в Пеньяфорте, небольшом посёлке в Каталонии в богатой дворянской семье.

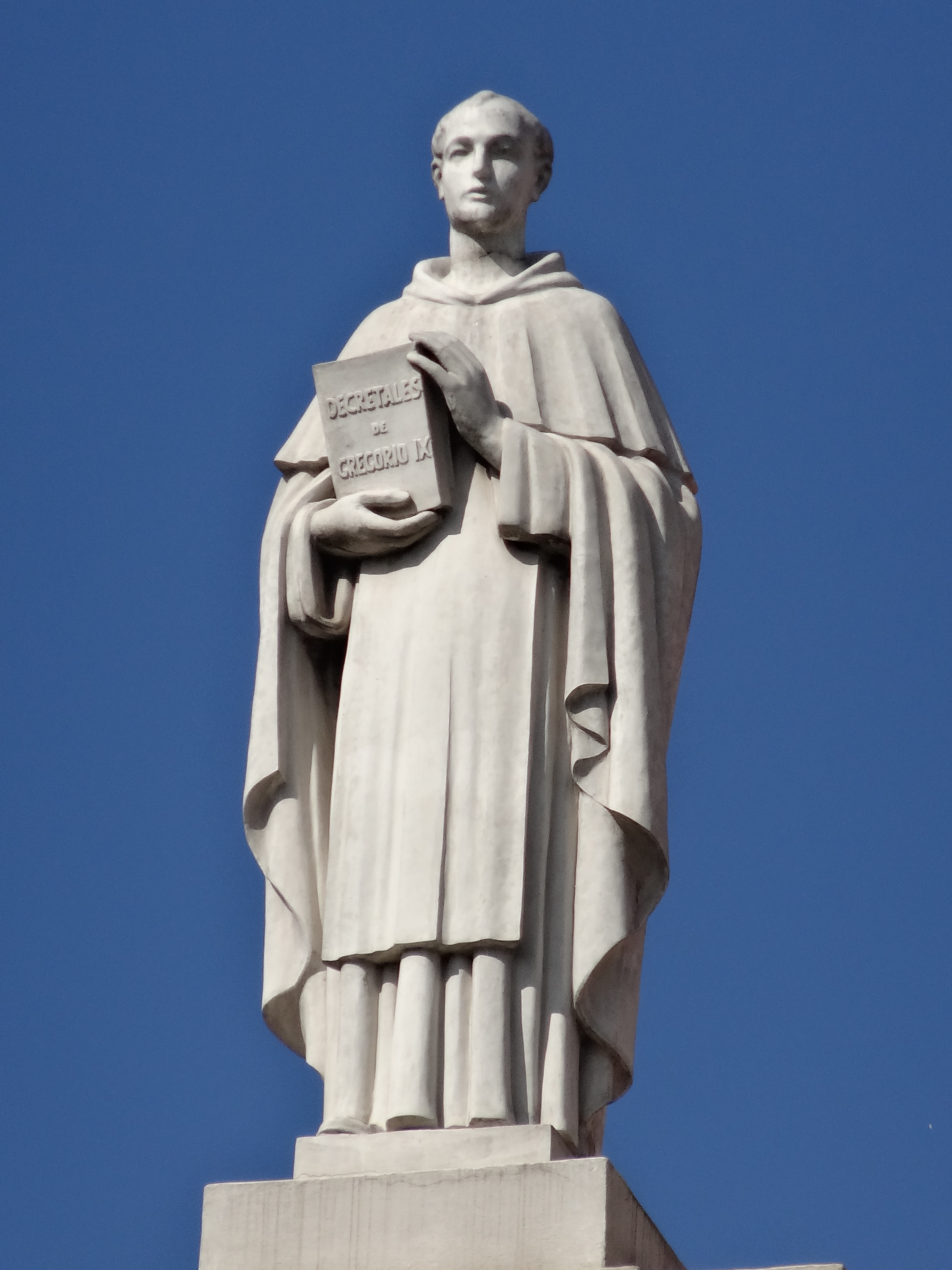
Памятник Раймунду Пеньяфортскому в Барселоне

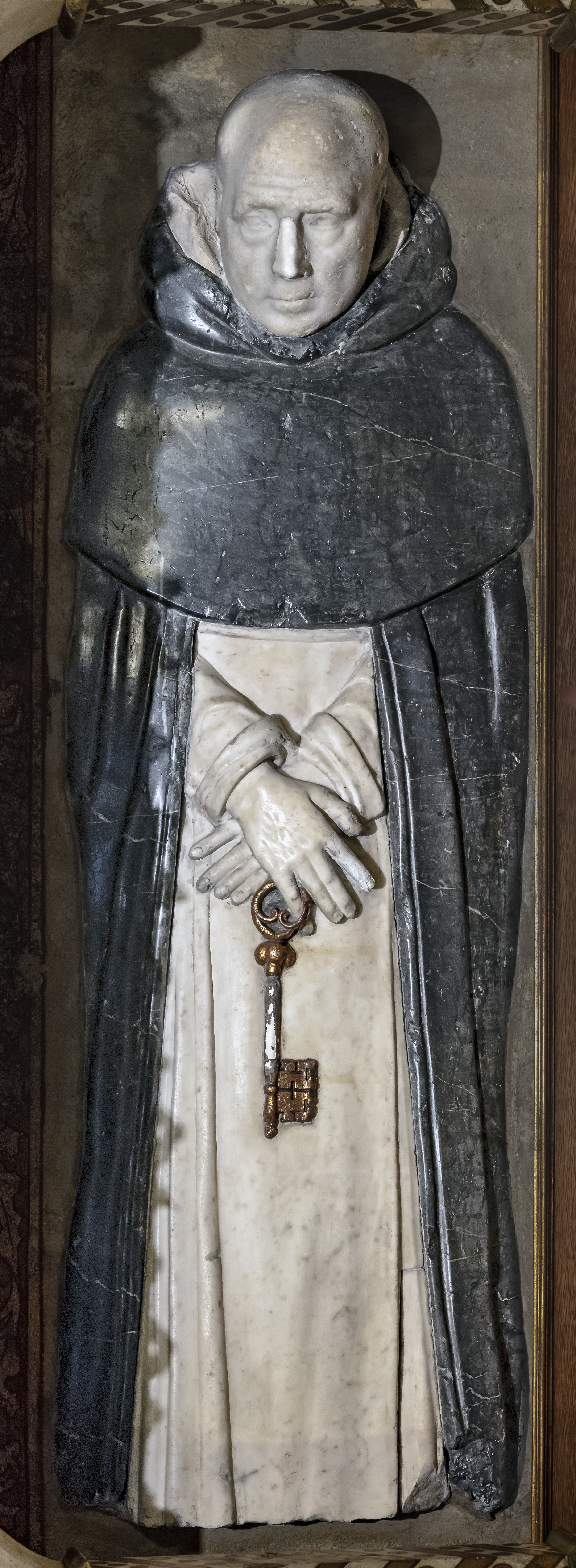
Могила св. Раймунда Пеньяфортского в соборе Барселоны

Учился в Барселоне и в Болонском университете, где получил докторские степени по гражданскому и каноническому праву. Некоторое время преподавал в Университете, возглавляя кафедру права. Вернувшись в Каталонию в 1222 году, он вступил в доминиканский орден. Вскоре Раймунд завоевал своей учёностью большое влияние при дворе короля Хайме I и стал королевским исповедником. Полностью поддержал созданный в Барселоне святым Петром Ноласко орден мерседариев, целью которого был выкуп христианских пленных.
В 1230 году был вызван в Рим папой Григорием IX. Поскольку Раймунд пользовался славой одного из лучших канонистов своего времени, папа хотел, чтобы Раймунд принял участие в разработке единого свода канонического права, основанного на «Декретах Грациана», вышедшего ранее сборника канонических законов, не носившего, однако, официального статуса. Первый официальный Кодекс канонического права Католической церкви, разработанный святым Раймундом, вышел в 1234 году и известен как «Декреталии Григория IX» или «Дополнительные книги» (лат. Decretalia Gregorii Noni, лат. Liber Extra). Кроме того, папа назначил Раймунда своим капелланом. По окончании работы Раймунда, Григорий IX хотел назначить его на пост архиепископа Таррагоны, однако Раймунд отказался.

В 1236 году Раймунд вернулся на Иберийский полуостров. Двумя годами позже он был избран третьим по счёту генералом доминиканского ордена вслед за святым Домиником и Иорданом Саксонским, однако в 1240 году сложил с себя полномочия главы ордена.
В 1263 году присутствовал на диспуте между каталонским раввином Рамбаном и Пабло Кристиани, иудеем, перешедшим в христианство, закончившемся поражением Кристиани.
Будучи уже в преклонном возрасте работал в Барселоне над улучшением качества образования в доминиканских школах, уделяя особое внимание качеству подготовки будущих священников и миссионеров. Ввёл обязательное изучение арабского и еврейского языков для будущих миссионеров. Поддерживал и высоко оценивал работы собрата по ордену, святого Фомы Аквинского, в частности именно по его просьбе Фома Аквинский написал свою работу Summa Contra Gentiles (Сумма против язычников).
Святой Раймунд Пеньяфортский умер в 1275 году в Барселоне, почти достигнув 100-летнего возраста. Похоронен в соборе Барселоны.

## Почитание
Святой Раймунд был канонизирован папой Климентом VIII в 1601 году. В католической традиции святой Раймунд Пеньяфортский считается покровителем юристов, знатоков как светского, так и церковного (канонического) права. День памяти первоначально отмечался 23 января, в 1969 году был передвинут на 7 января.

## Память
В честь святого назван испанский орден (государственная награда) — орден Святого Раймунда Пеньяфортского, который был основан в 1944 году Франсиско Франко. Орден предназначен для награждения за заслуги в сфере юриспруденции, им награждались правоведы, юристы, судьи. Орден имеет пять степеней и три медали (от золотой до бронзовой). Продолжает вручаться и в современной Испании.